# Johann XXV. von Dalberg
Johann XXV. von Dalberg (* vor 1618; † 13. Januar 1670, bestattet in der Dominikanerkirche in Mainz) war kurmainzischer Rat und Oberamtmann in Nieder-Olm und Gau-Algesheim. Er gehörte zur ersten Generation der Familie von Dalberg, die den Freiherrentitel führte.

## Herkunft
Johann XXV. war ein Sohn von Wolfgang Dietrich von Dalberg (* um 1570; † 1. Juli 1618, bestattet im Mainzer Dom), ebenfalls kurfürstlich Mainzer Rat und Oberamtmann, letzteres in Rieneck, Nieder-Olm und Gau-Algesheim. Die Mutter von Johann XXV. war wahrscheinlich die erste Frau von Wolfgang Dietrich, Magdalena, Tochter von Hartmann von Cronberg und Magdalena Brendel von Homburg. Sie verstarb am 28. August 1616. Die zweite Ehe des Vaters wurde am 26. Februar 1618 mit Anna Ursula, Tochter von Hans Gottfried von Wallbrunn und Maria Elisabeth Wolf von Sponheim, geschlossen und war nur von kurzer Dauer, da der Vater bereits zwei Jahre später verstarb. Die Stiefmutter entschloss sich daraufhin in das Klarissenkloster in Mainz einzutreten. Johann XXV., zu diesem Zeitpunkt noch ein kleines Kind, und seine sieben Geschwister wuchsen unter der Vormundschaft von Verwandten auf.

## Familie
Johann XXV. heiratete zwei Mal: Am 31. Januar 1644 Anna Antonetta (* 1626; † 18. September 1659 oder 28. September 1659), Tochter von Damian von der Leyen und Katharina Waldbott von Bassenheim, dann, nach deren Tod, am 17. April 1662 oder 17. April 1667 Ursula Maria († 17. April 1667), Tochter von Johann Philipp von Hoheneck und Margareta Barbara, einer Tochter von Wolfgang Friedrich I. von Dalberg. Kinder aus diesen Ehen waren:
1. Anna Katharina Franziska (aus 1. Ehe des Vaters, * 4. Dezember 1644; † 30. Juli 1679 in Speyer, bestattet in der Jesuitenkirche in Speyer[12]) heiratete am 19. November 1662[13] Philipp Franz Eberhard von Dalberg (* 15. März 1635; † 24. oder 26. Dezember 1693, bestattet in der Dominikanerkirche in Mainz).[14] Er wurde 1671 Reichskammergerichtspräsident.
2. Maria Ernestina (aus 1. Ehe des Vaters, * 12. April 1646; † 12. Mai 1696) wurde Nonne im Kloster Oberwerth bei Koblenz.[15]
3. Johannes Franz (aus 2. Ehe des Vaters, getauft am 16. Dezember 1663) verstarb wohl früh.[16]

## Wirken
Johann XXV. war kurmainzischer Rat und Oberamtmann in Nieder-Olm und Gau-Algesheim. Diese Ämter übernahm er aus den Funktionen seines Vaters. Johann XXV. war einer von vier männlichen Agnaten, die die Familie Dalberg am 22. September 1653 aufwies und die an diesem Tag gemeinsam durch Kaiser  Ferdinand III. den Reichsfreiherrentitel erhielten. Neben Johann XXV. waren das:
- Wolfgang Hartmann von Dalberg zu Bucholt (* 1605[18] † 1654[19]), kurmainzischer Rat und Oberamtmann in Höchst.
- Philipp Franz Eberhard von Dalberg (1635–1693), ab 1671 Reichskammergerichtspräsident und Schwiegersohn Johann XXV.
- Wolfgang Eberhard I. (1614–1676), Hofmarschall und Rat des Bischofs von Speyer, Oberamtmann in Kirrweiler und Deidesheim

Sein Versuch, Präsident des Reichskammergerichts zu werden, scheiterte. Es gab je einen römisch-katholischen und einen evangelischen Präsidenten, die beide den Kammerrichter, den höchsten Richter des Gerichts, vertraten. Johann XXV. war 1664 und nochmals 1665 für eine zweite römisch-katholische Präsidentenstelle des Gerichts vorgesehen. Da diese zweite Stelle sich aber als nicht finanzierbar erwies, wurde das Vorhaben abgebrochen. Bevor die bestehende Stelle des römisch-katholische Präsidenten frei wurde, verstarb Johann XXV. Seine Anwartschaft wurde auf seinen Schwiegersohn, Philipp Franz Eberhard von Dalberg, übertragen, der dann 1671 Präsident wurde.